# Чубран
Чубран (узб. Chubron, Чуброн) — міське селище в Узбекистані, в Яккабазькому районі Кашкадар'їнської області.
Статус міського селища з 2009 року.